# ジョン・オーブリー

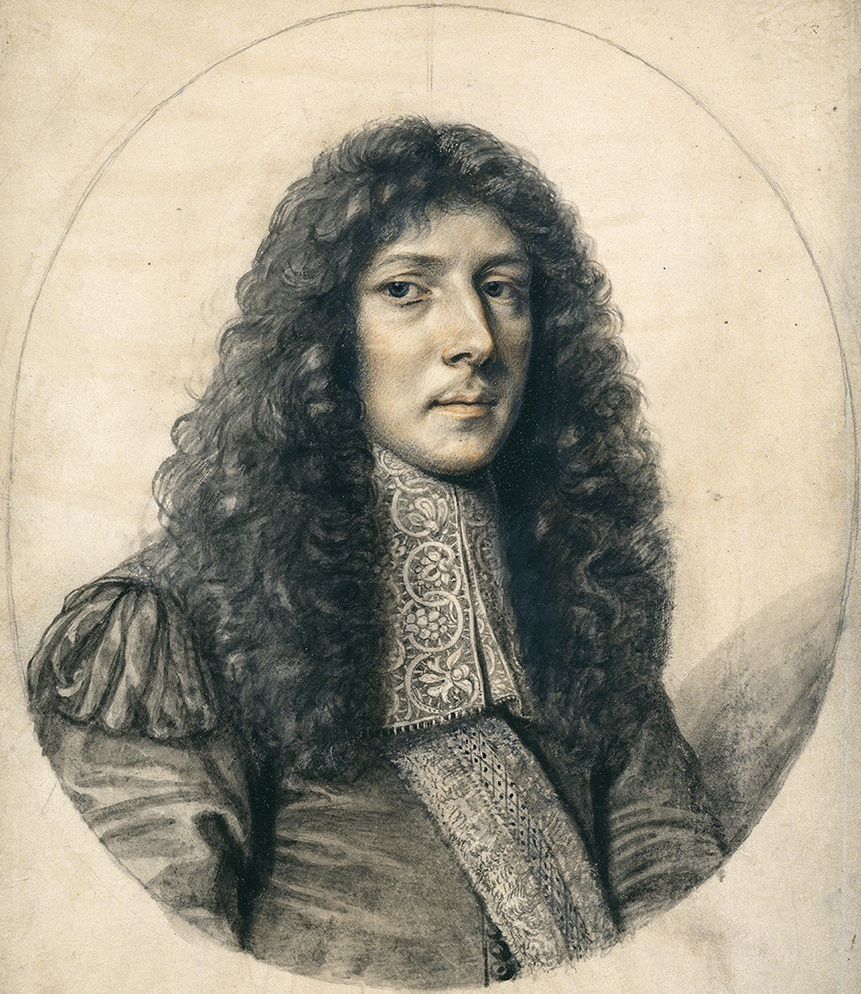
ジョン・オーブリー

ジョン・オーブリー（John Aubrey、1626年3月12日 - 1697年6月7日）はイングランドの好古家、作家。『名士小伝』（Brief Lives）という伝記短編集の作者として有名であり、ストーンヘンジに後にオーブリーホールと呼ばれることになる穴があることを発見したことでも知られている。

## 来歴
ウィルトシャーのマームズベリー近郊で、比較的裕福な家庭に生まれた。祖父アイザック・ライトはサマセットにある Lytes Cary というマナー・ハウスに住んでいたが、そこは今ではナショナルトラストの所有になっている。父リチャード・オーブリーはウィルトシャーとヘレフォードシャーに土地を所有していた。一人っ子で、幼いころは小学校に通わずに自宅で家庭教師から学んだため、孤独に育った。父は学問よりもスポーツを好む人だった。そこでフランシス・ベーコンの随筆など、手に入った本を読み漁り、こっそりと幾何学を勉強した。マームズベリーのグラマースクールではロバート・ラティマーに学んだ。ラティマーのかつての教え子にトマス・ホッブズがおり、オーブリーはラティマーの家でこの哲学者と出会った。彼は後にホッブズの伝記も書くこととなる。その後ドーセットの Blandford Forum のグラマースクールでも学んだ。1642年、オックスフォード大学トリニティ・カレッジに入学したが、イングランド内戦で学業を中断された。好古家としての活動は、このオックスフォード時代に始まった。1646年、ミドル・テンプルの学生となる。1647年、トリニティではオックスフォードの同世代人の友人を多数作り、本を収集するなど、楽しく過ごした。1649年、エイヴバリーの巨石遺跡を「発見」し、後に好古家として書いた重要な著作 Monumenta Britannica の中でその地図を掲載し、考察を加えている。1663年には、チャールズ2世の要請に応じてエイヴバリーを案内した。1652年、父が亡くなると多額の遺産を相続したが、同時にいくつかの複雑な債務も相続することになった。

## その後

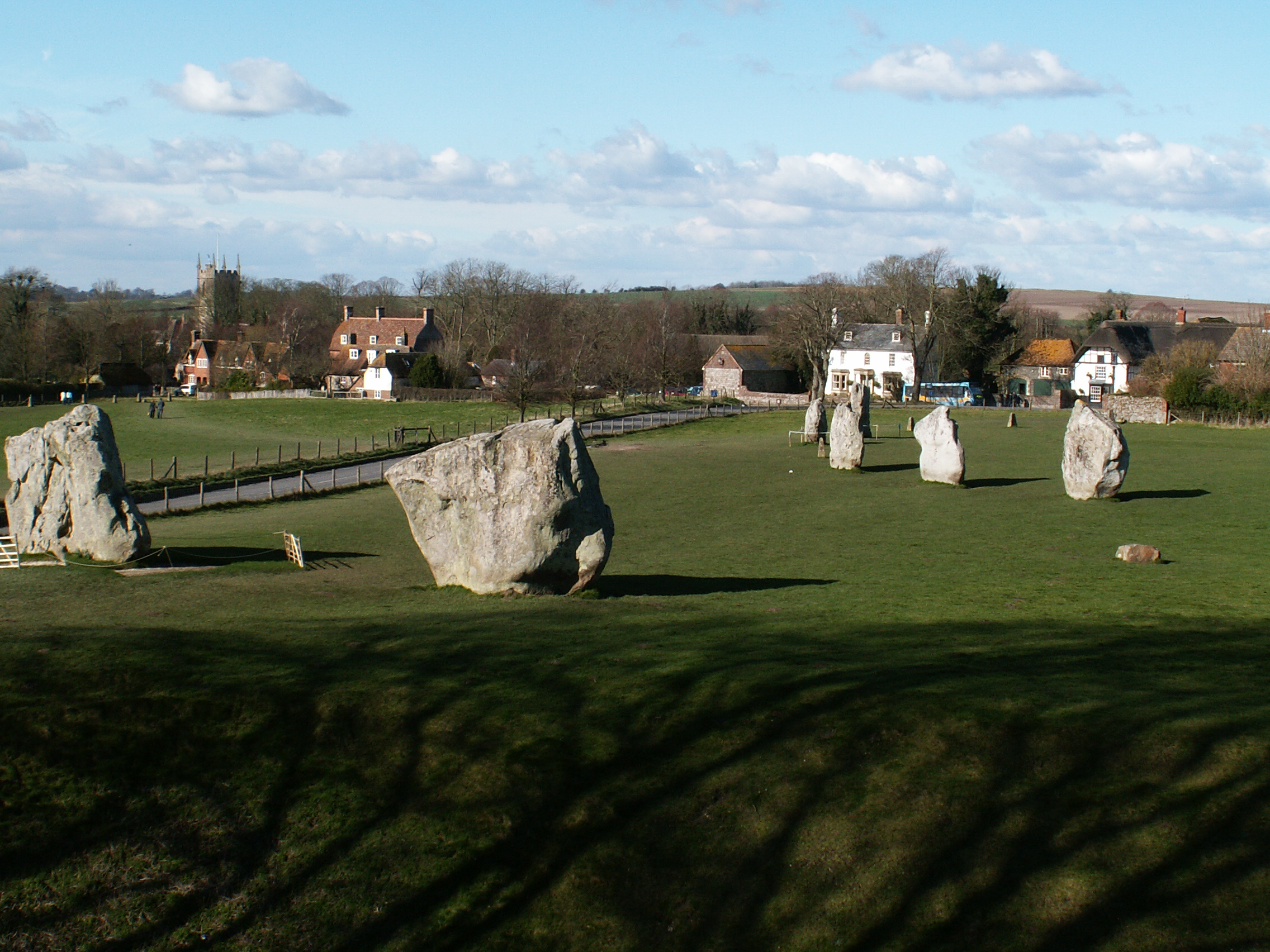
エイヴバリーの南の内側の環の一部

人間的魅力、寛大さ、熱心さを備えていたオーブリーは、当時の最高の作家、科学者、政治家、貴族らと知り合いになり、同時に本屋、商人、王室のお針子、数学者、機械工など下層階級の人々とも親しく交流を持った。彼は記憶力はよいほうではないと述べており、1640年代ごろから科学的観察や友人のアイデアや古代遺跡などについてメモをとる癖をつけていた。1650年代には科学者の生涯を文章化し始めた。1660年、ウィルトシャー全体の調査を共同で行ってくれないかと同地の友人何人かに頼んだ。その依頼に応えた友人はいなかったが、オーブリーは2巻の著作集 Wiltshire Antiquities（ウィルトシャーの遺跡）をまとめた（未完）。これにも伝記的著作が含まれている。オーブリーの友人で好古家仲間のアンソニー・ウッドはオーブリーについて、去りゆく客か誰かにインタビューするために急いで階段を下りようとして転げ落ち、首の骨を折ることになるだろうと予言している。オーブリーは政治には無関心な王政支持者で、空位期間に特有なイノベーションを享受すると同時に、内戦や宗教改革で伝統が破壊され古代の建造物が破壊されることを嘆いていた。空位期間のヘレフォードシャーで王の健康を祈って乾杯する一方で、同じような熱心さで『オセアナ』の作者ジェームズ・ハリントンが創設したロータ・クラブでの会合にも出席している。
1663年、オーブリーは王立協会の会員となった。父から相続した債務によって次々に訴訟を起こされて不動産を失っていき、1670年には先祖代々の家である Easton Piers まで失った。これ以降、オーブリーは数多の友人の世話になって生活するようになった。特にウィルトシャーの准男爵ジェームズ・ロング2世に世話になっている。1667年、アンソニー・ウッドと知り合いになり、ウッドが自身の著作 Athenae Oxonienses のための材料を集め始めたとき、オーブリーは情報収集を手伝うことを申し出た。オーブリーは独特な略式で書簡風のメモを次々とウッドに送った。これが Brief Lives へと発展していった。

## 手法

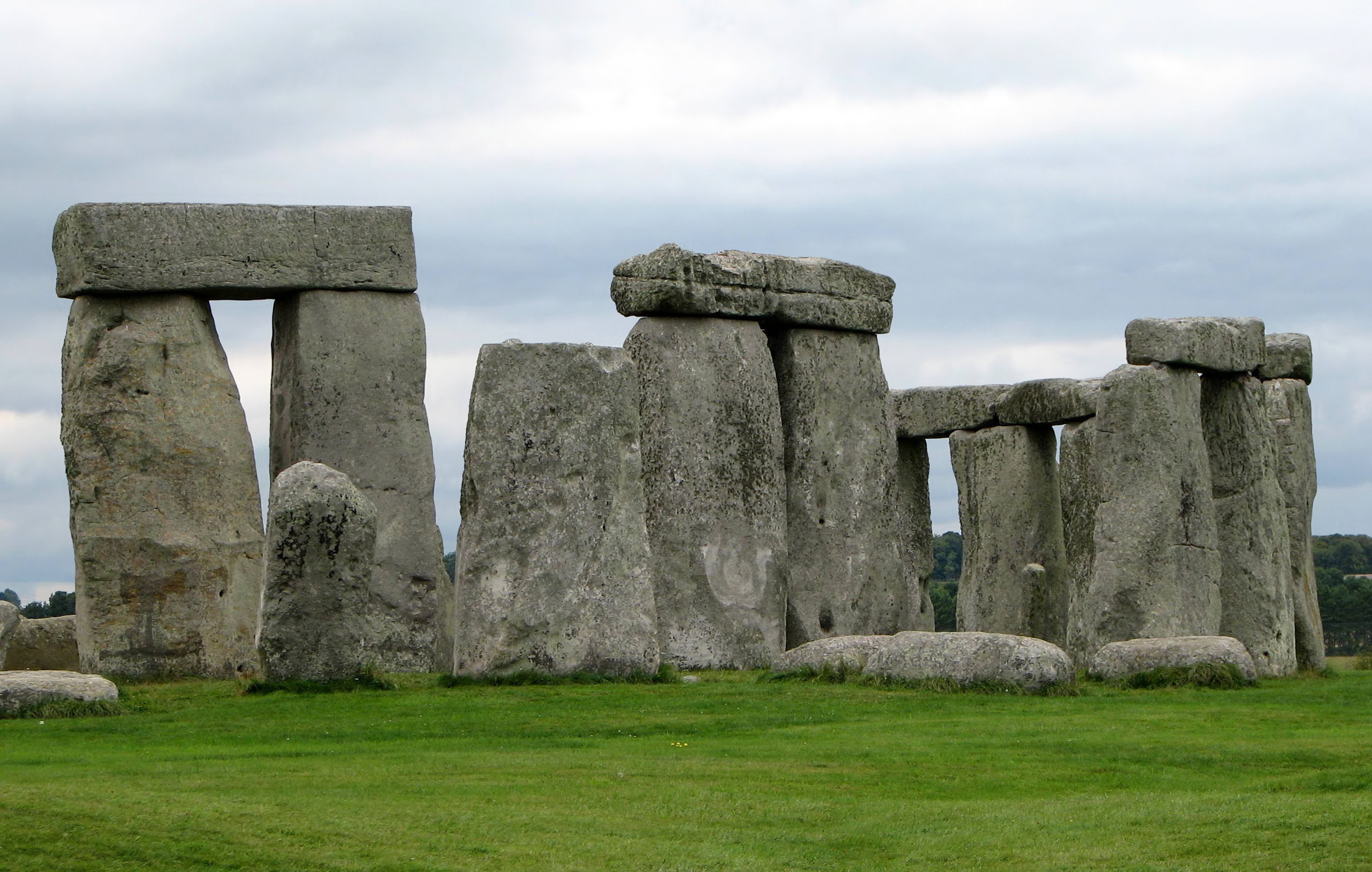
ストーンヘンジ

オーブリーは集められるだけ情報を集め、検証作業の大部分はウッドや後世の後継者に残した。大きな家の居候の身分だったため、体系的な仕事をする時間がなく、家主たちがまだ寝ている早朝に執筆した。オーブリー自身はそういった文章を Schediasmata（出来心で即席で書いた断片）と称していた。彼は情報を得るとそれを次々に書き加えていくため、日付と内容をダッシュで結び、省略記号を多用する形式で書いていった。ノートの余白には注を自分で書いており、特にラテン語の 'quaere'（疑義あり）と書いていることが多い。その後に 'go and find out'（行って見つけ出す）と書いてあることが多い。実際に行って確かめた部分には、'I have seen it' と満足気に書いていることもある。
オーブリーは自分の目で確かめることを重視しており、万難を排してそれを実践した。彼は人物の墓地の場所だけでなく、肖像画や本人の書いたものがある場所まで確かめている。彼の作品は不正確だとよく言われるが、そのような非難はなんらかの誤解に基づいていることも多い。多くの場合、オーブリーは見たことや聞いたことを単に書いた。噂を書くときは、極めて誠実に噂の出元に到達しようとしている。例えば、ある人物の死についての噂が同姓の別の人物についてのものであることが判明すると、その部分に印をつけ、欄外注にその旨を記述している。

## 晩年と業績
私的な手稿である Brief Lives は、後の伝記の形式に多大な影響を与えたと同時に、その中身は今も物議を醸すものとして興味を掻き立てている。オーブリーはこの手稿をアンソニー・ウッドに使うことを許したが、オーブリーは存命人物についての記述には「広めるのにふさわしくない」と但し書きを加えている。彼はウッドに削除部分指定目録（教会の焚書一覧）であるように頼んだが、ウッドはそれを警告ととらず、単に必要な部分だけ抜き出して使ってよいという意味だと解釈した。1692年、オーブリーはウッドが彼の手稿の40ページ分を切り刻んで使ったことに不満を漏らしている。おそらく彼は名誉毀損で訴えられることを恐れていたと思われる。
ウッドは後にクラレンドンの学校としての合法性に関するあてこすりを問題とされ、訴えられた。問題となった2つの文のうち1つはオーブリーの提供した情報に基づいていた。このため2人は不仲となり、ウッドは年上であるオーブリーについて恩知らずなことを述べた。
晩年、完成させるには歳を取りすぎていると思いつつオーブリーは History of Northern Wiltshire を書き始めたが、1695年に資料や書き溜めた分を トマス・タナー に託した（後の主教）。翌年、あまり重要な著作ではないが唯一の完成作品である Miscellanies が出版された。1697年、オーブリーは旅先で脳卒中で亡くなった。遺体はオックスフォードの教会 (St Mary Magdalene) に埋葬された。
これまで言及した著作以外には、"Architectonica Sacra"、"Erin Is God"、"Life of Mr Thomas Hobbes of Malmesbury" などの著作がある。サリーについてのオーブリーによる調査結果は、R Rawlinson の Natural History and Antiquities of Surrey (1719) に活用された。他の好古関係の手稿も19世紀になっていくつか出版されている。
Brief Lives も何度か出版されており、クラレンドン出版が1898年に出版したものが、今のところ最も完全と言われている。